# Nadelbaum-Marienkäfer

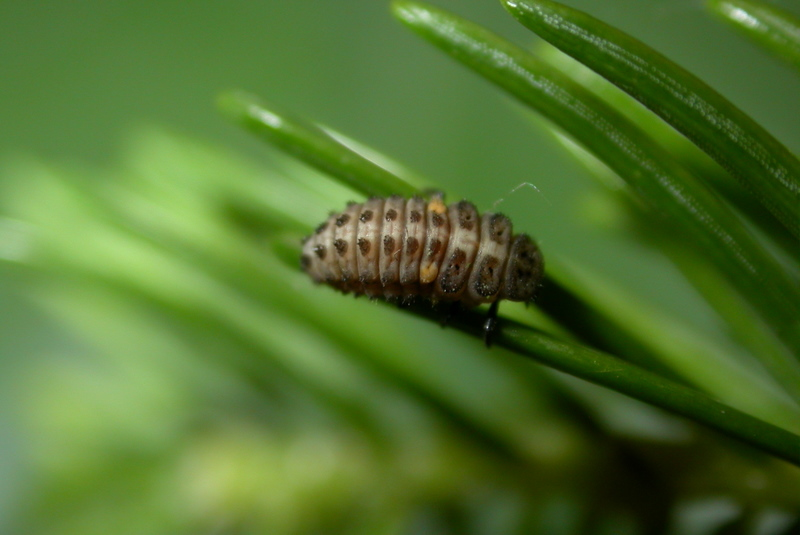
Larve des Nadelbaum-Marienkäfers

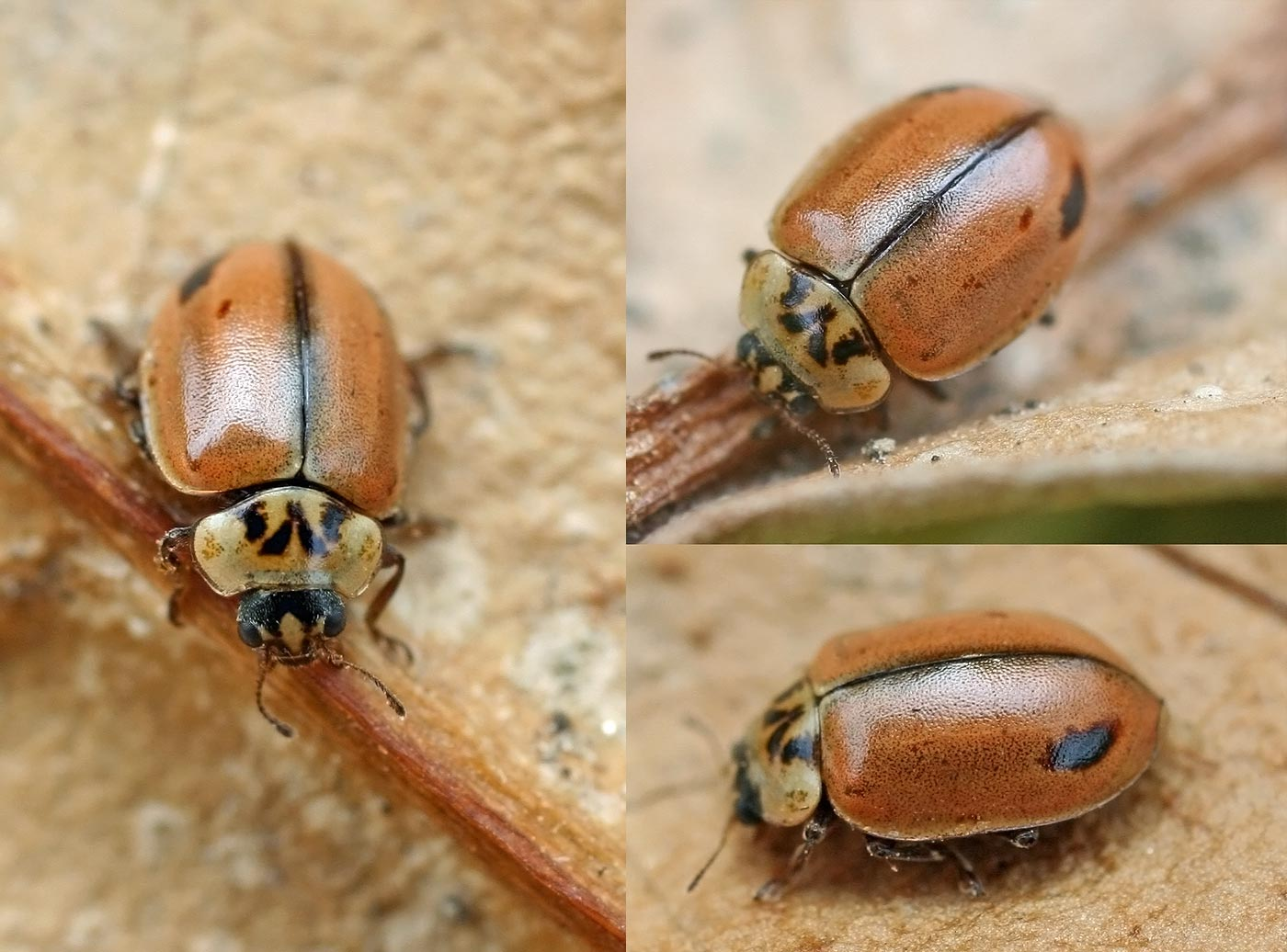

Der Nadelbaum-Marienkäfer oder Berg-Marienkäfer (Aphidecta obliterata) ist ein Käfer aus der Familie der Marienkäfer (Coccinellidae).

## Beschreibung
Die Käfer werden 3,5 bis fünf Millimeter lang. Sie kommen in zwei Farbvarianten vor. Die erste ist schmutzig gelbbräunlich bis braun gefärbt, weist eine M-förmige Zeichnung am Halsschild auf und hat meist ein, manchmal auch zwei bis drei schwarze, längliche Flecken am hinteren Bereich der Deckflügel. Dieser hintere Bereich und auch die Flügeldeckennaht können auch dunkel sein. Darüber hinaus finden sich über die Deckflügel weitere kleine dunkle Punkte verteilt. Der Kopf ist gelbbräunlich und trägt zwei Längsbänder. Bei der zweiten Farbvariante ist der Körper schwarz gefärbt, der Halsschild kann fein hell gerandet sein, auch die Flügeldecken haben einen hellen schmalen Rand an der Basis. Dieser Rand kann aber auch breit hell sein, wobei dann die Käfer etwa in der Mitte der Flügeldecken ein bis zwei helle Flecken aufweisen. Die Fühler und Beine sind bei beiden Varianten gelbbraun und die Oberseite der Tiere ist fein und dicht punktiert.

## Vorkommen
Die Käfer kommen in Europa, außer dem hohen Norden, östlich bis Kleinasien und dem Kaukasus vor und leben in Nadelwäldern, vor allem mit Fichten-, Tannen- und Kiefernbewuchs.

## Lebensweise
Die Imagines findet man zwischen April und Oktober. Sie überwintern in Gruppen unter loser Rinde der Nadelbäume.

## Nahrung
Sie ernähren sich von Blattläusen, vor allem von Arten der Adelgidae und Lachnidae. 